# Tellurure de diméthyle
Le tellurure de diméthyle (nomenclature UICPA : méthyltellanylméthane) est un composé organotelluré de formule (CH3)2Te.
Ce fut le premier composé utilisé pour la croissance épitaxiale du tellurure de cadmium et du tellurure de mercure-cadmium en épitaxie en phase vapeur aux organométalliques,'
Le tellurure de diméthyle en tant que produit du métabolisme microbien a été découvert pour la première fois en 1939. Il est produit par quelques fungi et bactéries (Penicillium brevicaule, P. chrysogenum, et P. notatum ainsi que la bactérie Pseudomonas fluorescens).
La toxicité du tellurure de diméthyle n'est pas évidente. Il est produit par le corps quand du tellure ou un de ses composés sont ingérés.  Il est identifiable à son odeur semblable à l'ail, similaire à celle du DMSO.